# Altviller
Altviller es una comuna francesa situada en el departamento de Mosela, en la región de Gran Este.

## Demografía
| 314 | 346 | 311 | 464 | 506 | 534 | 577 |
| Para los censos de 1962 a 1999 la población legal corresponde a la población sin duplicidades (Fuente: INSEE [Consultar]) |     |     |     |     |     |     |